# Pequeño dodecaedro pentaquisestrellado
En geometría, el pequeño dodecaedro pentaquisestrellado es un poliedro isoedral no convexo. Es el dual del gran dodecaedro truncado, y posee 60 caras triangulares que se cruzan entre sí.

## Proporciones
Los triángulos tienen dos ángulos agudos de {\displaystyle \arccos({\frac {1}{2}}+{\frac {1}{5}}{\sqrt {5}})\approx 18.699\,407\,085\,149^{\circ }} y un ángulo obtuso de {\displaystyle \arccos({\frac {1}{10}}-{\frac {2}{5}}{\sqrt {5}})\approx 142.601\,185\,829\,70^{\circ }}. Su ángulo diedro es igual a {\displaystyle \arccos({\frac {-24-5{\sqrt {5}}}{41}})\approx 149.099\,125\,827\,35^{\circ }}. Parte de cada triángulo se encuentra dentro del sólido, por lo que es invisible en los modelos sólidos.